# 郷友会
郷友会（きょうゆうかい）とは、故郷を同じくする者同士が親睦、協力等を目的に結成される民間の任意団体。故郷の範囲は、県単位、旧藩・郡単位、市町村単位、大字・集落単位、島単位などの例がある。県単位のものは「県人会」と呼ぶことが多い。

## 概要
高等教育機関や就職先の少ない地方では、義務教育を終えると、出身地を離れて、都会へ移り住むことが多く、その際に親戚や先輩を頼って、就職先や居住場所の紹介を受けることも多い。こうした習慣を背景に、同郷者が一定の地域に集まり、親睦、協力などを目的に結成される組織である。設立の目的によっては、郷土の発展、地域社会への寄与などを挙げたり、寮、寄宿舎の運営や会館の運営等を含む場合もある。極一部には政治団体化する例もある。
団体によっては、財団法人（公益財団法人）、社団法人などの法人格を取得している例もある。
団体の名称に「郷友会」を含む場合（例：三河郷友会、東京天草郷友会、関東宮良郷友会など）と含まない場合（関西奄美会、東京養父市会など）がある。また、地域の括りによって、下位組織をまとめている例もある（東京八重山郷友連合会、東京奄美会など）。団体の名称に複数の地名が含まれている場合、多くは前者が所在地、後者が出身地を表している（例えば、東京天草郷友会は、天草諸島出身で東京都等にいる者の団体）。
郷友会という名称は、主に日本国内の同郷者の組織や大韓民国内の同郷者の組織（韓国語：향우회、ヒャンユフィ）に使われることが多いが、国外でも同郷の者が多い場合には郷友会という名前で組織が作られることもある（例えば、ハワイ山梨郷友会）。一方、中国人、華僑は「同郷会」（どうきょうかい、中国語:同乡会、同鄉會、トンシアンフイ）などと呼ぶ類似の組織を持つことが多い（例えば、社団法人広東同郷会、横浜福建同郷会、在日台湾同郷会など）が、華僑団体でも「郷友会」と名乗る例もあり（例えば、横浜中山郷友会）、逆に日本の団体でも「同郷会」を名乗る例もある（例えば、東京宮古同郷会など。）
郷友会は、故郷（こきょう）を同じくする友人の会であるから、読みは「きょうゆうかい」が正しいが、「ごうゆうかい」と誤読する例も多い。「郷」を「ごう」と読むと、律令制下の歴史的な行政区画などを意味するので、意味が変わってしまう上、「豪遊」するための会と聞き間違う可能性もある。
同郷と感じる範囲は、出身地域の歴史的、行政的な経緯や生活習慣、方言などによって異なり、また、団体を形成するのに十分な人数が集まる必要があるため、郷里を離れて暮らす者の人数も影響する。

## 歴史
歴史の長い郷友会の例を挙げる。
- 1887年 - 三河郷友会発足[2]。
- 1904年 - 東京奄美会発足[3]。
- 1911年 - 東京天草郷友会発足[4]。
- 1917年 - 関西奄美会発足。
- 1925年 - 東京竹富郷友会発足。